# Heinrich Schütz (Maler)
Heinrich Schütz (geboren 3. März 1875 in Offenbach am Main; gestorben 21. März 1946 in Kaufbeuren) war ein deutscher Zeichner, Tier- und Landschaftsmaler.

## Leben

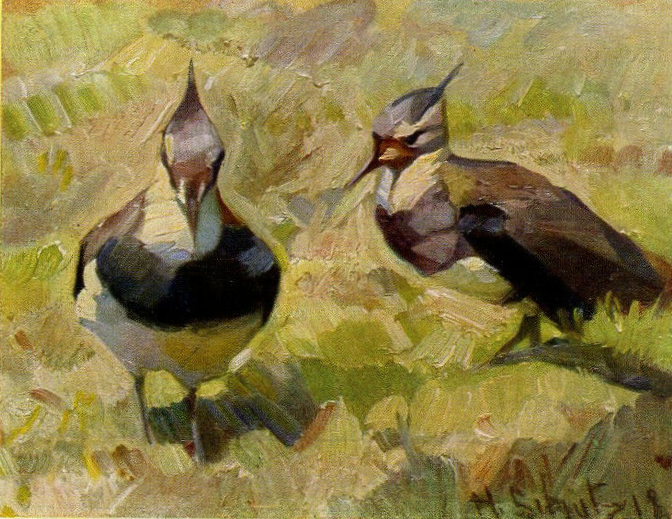
Kiebitze

Heinrich Schütz immatrikulierte sich am 21. April 1911 an der Königlichen Akademie der Bildenden Künste für die Malschule des Akademieprofessors Heinrich von Zügel, dessen Meisterschüler er später wurde. Schütz wurde vor allem durch seine Ölgemälde mit Darstellungen von Tieren in Landschaften bekannt.